# Marino Vigna
Marino Vigna (Milano, 6 novembre 1938) è un ex ciclista su strada, pistard e dirigente sportivo italiano.
Nel 1960 vinse l'oro olimpico nell'inseguimento a squadre ai Giochi di Roma; fu poi professionista dal 1961 al 1967, vincendo una tappa al Giro d'Italia e una Milano-Torino.

## Carriera
Da giovane frequentò assiduamente il Velodromo Vigorelli di Milano dove le sue doti non passarono inosservate e gli valsero la convocazione nel 1960 ai Giochi olimpici di Roma. Non si fece sfuggire l'occasione e, appena ventiduenne, vinse la medaglia d'oro dell'inseguimento a squadre in un quartetto composto anche da Luigi Arienti, Franco Testa e Mario Vallotto, con il tempo di 4'30"90.
Nel 1961 passò al professionismo con la Philco, dove rimase fino al 1962. Nel 1963 con la maglia della Legnano ottenne la sua prima vittoria da professionista, imponendosi nella quattordicesima tappa, da Saint-Vincent a Cremona, del Giro d'Italia.
Passato alla Gazzola, raggiunse il culmine della sua carriera vincendo nel 1964 dapprima la Tre Valli Varesine, poi una frazione del Tour de Romandie e infine il Giro delle Tre Province a Camucia. Dopo la vittoria nel 1965 del Trofeo Laigueglia conseguita con la maglia della Ignis, chiuse secondo la Milano-Torino, manifestazione che riuscì a vincere l'anno successivo, questa volta con la maglia della Vittadello.
Terminata la carriera agonistica nel 1967, dapprima assunse il ruolo di commissario tecnico per la pista professionisti e quindi quello di presidente della commissione tecnica della Lega Ciclismo. Entrato a far parte dell'organigramma commerciale della Bianchi, attualmente si occupa dei rapporti con le squadre di ciclismo.

## Palmarès

### Strada
- 1960 (dilettanti)

Milano-Tortona
Coppa d'Inverno
- 1963 (Legnano, una vittoria)

14ª tappa Giro d'Italia (Saint-Vincent > Cremona)
- 1964 (Gazzola, tre vittorie)

Tre Valli Varesine
2ª tappa Tour de Romandie (Ovronnaz > Losanna)
Giro delle Tre Province - Camucia
- 1965 (Ignis, una vittoria)

Trofeo Laigueglia
- 1966 (Vittadello, una vittoria)

Milano-Torino

### Pista
- 1960

Giochi olimpici, Inseguimento a squadre (Roma, con Luigi Arienti, Franco Testa e Mario Vallotto)

## Piazzamenti

### Grandi Giri
- Giro d'Italia

1963: ritirato
1965: 73º
1966: 60º
- Vuelta a España

1967: 63º

### Classiche
- Milano-Sanremo

1962: 35º
1963: 42º
1965: 12º
1966: 37º
1967: 11º
- Parigi-Roubaix

1964: 52º
1965: 40º
- Liegi-Bastogne-Liegi

1965: 26º
- Giro di Lombardia

1967: 12º

### Competizioni mondiali
- Giochi olimpici

Roma 1960 - Inseguimento a squadre: vincitore

## Riconoscimenti
- Premio Grandi Ex dell'Associazione Nazionale Ex Corridori Ciclisti nel 2006